# Back to the Stone Age
Back to the Stone Age è un romanzo del 1937 scritto da Edgar Rice Burroughs, il quinto del Ciclo di Pellucidar. Fu inizialmente pubblicato in cinque parti sulla rivista Argosy All-Story Weekly, dal 9 gennaio al 19 febbraio 1937, col titolo originale di Seven Worlds to Conquer. È stato poi pubblicato in volume a copertina rigida dalla Edgar Rice Burroughs, Inc. nel settembre 1937, con il titolo attuale. Il romanzo è stato pubblicato in Italia dalla casa editrice Landscape Books nel 2022 con il titolo Ritorno all'Età della Pietra.

## Trama
La storia rivela il fato di Wilhelm von Horst, il membro perduto della spedizione nel mondo interno di Pellucidar narrata nel precedente libro, che ha visto Jason Gridley e Tarzan offrire il proprio soccorso all'imperatore di Pellucidar, David Innes rapito dai Korsars. L'azione ha inizio riproponendo l'incidente nel corso del quale Gridley, von Horst, e i guerrieri Waziri di Tarzan, guidati da Muviro, sono stati coinvolti in una caccia collaborativa in opposizione a un'orda di tigri dai denti a sciabola. Rimasto da solo, von Horst si perde rapidamente, riuscendo a ritrovare per caso alcuni Waziri ma, subito dopo, ancora perdendoli quando stupidamente decide di cacciare per conto proprio.
Successivamente, von Horst diventa preda a propria volta, quando un Trodon, o pterodattilo, lo cattura e lo trasporta al proprio nido nel cratere di un vulcano inattivo. L'esploratore è abbandonato avvelenato e paralizzato insieme ad altre vittime, tutte lì trasportate per poter essere cibo per i piccoli della creatura quando le uova si schiuderanno. Von Horst trascorre il tempo facendo conoscenza con un compagno a sua volta paralizzato, il guerriero autoctono Dangar di Sari, una tribù membro dell'impero di Innes. Da lui, l'abitante del mondo esterno impara lentamente la lingua di Pellucidar. Fortunatamente per von Horst, i suoi vestiti gli hanno impedito di subire una dose completa di veleno, ed egli riesce a riprendersi dalla propria paralisi in tempo per salvare Dangar dalla prossima schiusa. Dopo aver sparato al giovane trodon, egli riesce a realizzare un cappio con il quale cattura il genitore del medesimo al suo prossimo ritorno e dopo essersi fatto condurre lontano dal cratere, gli spara quale ricompensa. Dopo essersi assicurato il compagno Dangar - ancora paralizzato - al corpo, per essere libero di muoversi, egli riesce ad porre ampia distanza fra loro e il cratere. Nella foresta ai piedi della montagna, egli costruisce una casa sull'albero per avere un rifugio sicuro mentre Dangar si riprenderà dalla paralisi.
Più tardi, von Horst salva un altro nativo, Skruf di Basti, da un ienodonte; Skruf era in missione per uccidere una tigre dai denti a sciabola, la cui testa necessita come prezzo per assicurarsi una buona compagna. In grazia alle conoscenze del medesimo di quella terra, von Horst e Dangar lo accompagnano dopo che questi si è ripreso. Nel corso del viaggio, essi incontrano le bestie desiderate, dalle quali Skruf si nasconde nel mentre in cui i suoi compagni compiono l'uccisione. Nonostante la propria codardia, Skruf prende il trofeo bramato e i tre continuano il proprio cammino verso il villaggio di Basti. Ma una volta giunti a destinazione, Skruf tradisce la coppia, trasformando i due compagni di viaggio in schiavi.
Von Horst e Dangar vengono così posti al lavoro insieme agli altri schiavi di Basti per scavare nuove caverne all'interno del crinale della montagna. Von Horst si innamora allora di La-ja di Lo-har, una propria compagna di prigionia, e la difende sino al punto di dare vita a una rivolta generale degli schiavi. Egli guida allora gli schiavi verso la libertà, e poi si separa da essi per permettere a ognuno di fare ritorno alla propria tribù. Von Horst si incarica di accompagnare La-ja a Lo-har, per proseguire verso Sari con Dangar. La trama della storia continua con altre disavventure del gruppo nel corso dei quali l'obiettivo di Von Horst passa dalla riunificazione ai suoi compagni del mondo esterno alla propria storia d'amore con La-ja.
Il cammino iniziale di von Horst e La-ja li conduce attraverso la terribile Foresta della Morte. All'interno della foresta sono le caverne labirintiche dei Gorbuses, albini cannibali che sono considerati essere assassini del mondo esterno reincarnati in Pellucidar e relegati entro quei confini quale punizione. In questo, Burroughs sembra accennare a una possibile connessione fra il mondo interiore di Pellucidar e il concetto di un inferno sotterraneo. Divenendo prede dei Gorbuses, von Horst e La-ja sono presto raggiunti da Skruf e Frug, un altro abitante di Basti, che si erano posti sulle loro tracce. I quattro sono costretti quindi a scendere a patti per riuscire a sfuggire, ma subito dopo gli abitanti di Basti tradiscono nuovamente von Horst rapendo La-ja.
Von Horst raggiunge i rapitori, casualmente ritrovandosi aiutato da un tandor (mammut), del quale diventa amico estraendo dalla sua zampa una scheggia di bambù. Prima che Von Horst possa concludere i propri intenti, però, lui e Frug sono catturati dagli uomini mammut, una tribù autoctona che utilizza i mammut come cavalcature, nel mentre in cui Skruf e La-ja eludono il pericolo. Ancora posto in prigionia, von Horst complotta nuovamente al fine di ottenere la libertà, aiutato dagli autoctoni insoddisfatti che lo sostengono, e dall'amicizia di Thorek, un membro della tribù che, precedentemente, aveva liberato da Basti. L'occasione giunge nel momento in cui i prigionieri vengono posti a confronto gli uni con gli altri, e contro tigri dai denti a sciabola e mammut, in un confronto tipico da gladiatori. Uno dei mammut offre prova di essere il Vecchio Bianco, lo stesso che egli aveva precedentemente aiutato, e unendo le forze, essi sopravvivono e riescono a conquistare la libertà.
Nel mentre in cui von Horst riesce a raggiungere nuovamente Skruf e La-ja, tutti loro vengono attaccati dai Ganaks, o uomini bisonte. E per quanto siano capaci di uccidere alcuni fra loro, finiscono per essere catturati. Una nuova occasione di fuga è garantita a von Horst e La-ja dall'intervento del Vecchio Bianco, dal quale essi finiscono, però, per essere nuovamente separati. Aiutato da Gaj, un'altra prigioniera degli uomini mammut, von Horst riesce a seguire La-ja fino a Lo-har e, lì, la salva da Gaz, un pretendente non voluto. Von Horst e La-ja, finalmente, si dichiarano il reciproco amore e, in conseguenza alla loro unione, egli diventa capo di Lo-har, dal momento in cui la sua nuova moglie si scopre essere la figlia del precedente signore della tribù, Brun, assentatosi per ricercarla.
Il resto della trama racconta l'arrivo di un gruppo da Sari, guidato da David Innes e accompagnato dallo stesso Brun. Innes, si scopre, si è fatto carico della missione che Jason Gridley aveva fatto propria alla fine del precedente libro, dal momento in cui Gridley è stato invitato, insieme a tutti i propri compagni, a fare ritorno al mondo esterno. Von Horst, comunque, declina l'offerta di Innes di tornare a Sari e alla civiltà, preferendo restare in Lo-har con La-ja.

## Copyright
Il copyright del romanzo è scaduto in Australia, e ora è lì di pubblico dominio. Il testo è disponibile attraverso il Progetto Gutenberg.